# Nanpu, Zhangpu
Nanpu är en socken i sydöstra Kina. Den ligger i Zhangpu härad i staden Zhangzhou i provinsen Fujian, omkring 270 kilometer sydväst om provinshuvudstaden Fuzhou. Antalet invånare är 7 833. Befolkningen består av 3 865 kvinnor och 3 968 män. Barn under 15 år utgör 18,0 %, vuxna 15-64 år 70 %, och äldre över 65 år 11,0 %.